# Pteronisis echinaxis
Pteronisis echinaxis is een zachte koraalsoort uit de familie Isididae. De koraalsoort komt uit het geslacht Pteronisis. Pteronisis echinaxis werd in 1998 voor het eerst wetenschappelijk beschreven door Alderslade. 